# Горшкова Поліна Петрівна
Поліна Петрівна Горшкова (нар. 22 листопада 1989 року, Тольятті, Куйбишевська область, РРФСР, СРСР) — російська гандболістка, лівий крайній гравець і клубу ЦСКА. Срібна призерка Олімпійських ігор 2020 року у Токіо. Чемпіонка Росії 2008 року в складі «Лади». Гравець збірної Росії. Чемпіонка літньої Універсіади 2015 року.

## Біографія
Народилася 1989 року в Тольятті. Заняття гандболом розпочала в десятирічному віці в рідному місті. Займалася в СДЮСШОР № 2, перший тренер — Ніна Борисівна Бойко і Олександр Миколайович Хомутов. Протягом трьох років (2004, 2005, 2006) її команда серед дівчат 1989 року народження ставала переможницею Першості Росії.
У складі тольяттінської «Лади» в 2007 році стала фіналісткою Кубка Росії, в сезоні 2007/2008 років вона стала чемпіонкою Росії, завоювавши «золото» Суперліги.
Як гравець «Лади» ще сім разів ставала призером чемпіонату Росії: «срібні медалі» в 2014, 2015 року, 2017 і 2019 роки та «бронзові медалі» — в 2011, 2012 і 2016 роках. Також за ці роки три рази грала у фіналі Кубка Росії і тричі вигравала бронзові медалі на Кубок.
На європейській арені, будучи гравцем «Лади», вона двічі перемагала в Кубку ЄГФ.
З літа 2019 року Горшкова — гравець ЦСКА. У сезоні 2020/21 стала чемпіонкою Росії у складі ЦСКА.
У 2012 році завершила навчання в тольяттінському державному університеті. Виховує доньку Софію.

## Кар'єра в збірній
Влітку 2015 року Поліна в складі гандбольної студентської збірної Росії завоювала «золото» XXVIII Всесвітньої літньої Універсіади в Кореї.
У 2016 році брала участь в олімпійському кваліфікаційному турнірі, який відбувся в Астрахані, Збірна Росії стала переможцем і завоювала путівку на тріумфальну Олімпіаду в Ріо-де-Жанейро. Запрошення на саму Олімпіаду не отримала.
8 серпня 2021 року у складі збірної олімпійського комітету Росії стала срібною призеркою Олімпійських ігор 2020 року у Токіо.

### Виступи на Олімпіадах
| Олімпіада  | Дисципліна | Місце |
| ---------- | ---------- | ----- |
| Токіо 2020 | Гандбол    | 2     |